# /pol/
/pol/ (Politically Incorrect) es un tablero de discusión política de 4chan. Fue creado con el propósito de la "discusión de acontecimientos novedosos, mundiales, asuntos políticos, y otros temas relacionados". A partir de 2022, es el tablero más activo del sitio. Ha tenido un impacto sustancial en la cultura de Internet. Ha actuado como plataforma para el extremismo de derecha; /pol/ se ha relacionado con varios actos de violencia extremista en el mundo real. Ha sido descrito como uno de los "[centros] de movilización de 4chan".

## Resumen
El contenido común de /pol/ incluye debates sobre la historia, ideologías de extrema derecha, el odio a los negros, odio y explotación sexual de mujeres y niñas y noticias de actualidad. Un informe de 2020 categorizó alrededor del 36% de las fuentes de noticias publicadas con frecuencia en el foro por usuarios estadounidenses como "noticias basura", una categoría que incluye fuentes consideradas de contenido propagandístico, sensacionalista o de teoría de la conspiración. Además de las fuentes de noticias tradicionales, los usuarios también suelen recurrir a medios alternativos, como los comentarios de YouTube, como fuente de noticias.
Las banderas se muestran en cada publicación. Se podrá mostrar una bandera nacional correspondiente a la ubicación geográfica del usuario en función de su dirección IP. Alternativamente, los usuarios pueden seleccionar una "bandera de meme" (también conocida como "bandera de troll"), correspondiente a varios identificadores políticos. Sin embargo, estos no son comunes por cantidad de publicaciones: la bandera de meme "nazi" fue la bandera de meme más utilizada en un análisis de 2020, mientras que las publicaciones con una ubicación geográfica estadounidense fueron aproximadamente 57 veces más comunes (y aparecieron con mayor frecuencia que cualquier bandera).
Cada publicación también tiene adjunta una identificación única, que también está asociada con la dirección IP del usuario.Sin embargo, estos ID únicos solo tenderán a permanecer adjuntos a un usuario por un único subproceso, ya que no son persistentes entre varios subprocesos. Los hilos tienen una vida útil limitada, lo que prioriza efectivamente el contenido más nuevo.
Gran parte del contenido de /pol/ se basa en gran medida en memes de Internet para difundir aún más ideas políticas.Muchos han cuestionado la sinceridad de los usuarios de /pol/ como posibles trolls. Según Mic, "En un lugar como /pol/, no hay una delimitación clara entre sinceridad, ironía y cinismo".First Monday comentó que "La creación de arquetipos basados en personajes es común en /pol/ y hace que este espacio en línea sea semiperformativo y semiauténtico".

## Puntos de vista políticos
/pol/ ha sido caracterizado como predominantemente racista y sexista, con muchos de sus publicaciones tomando puntos de vista explícitamente pertenecientes a la derecha alternativa (alt-right) y al neonazismo. El Southern Poverty Law Center, un ente que ha sido acusado de tomar posiciones de izquierda, considera el estilo retórico de /pol/ como similar al ampliamente emulado por nacionalistas y supremacistas blancos, en sitios web como The Daily Stormer; o el de su editor, Andrew Anglin.
Muchos usuarios de /pol/ favorecieron a Donald Trump durante su campaña presidencial de Estados Unidos en  2016. Tras su elección, un moderador de /pol/ incluyó un  video pro-Trump en la parte superior de todas las páginas del foro.